# Lijst van Belgische adelsverheffingen 1938
Personen die in 1938 werden opgenomen in de Belgische adel of een adellijke titel verkregen.

## Prins
- Carl Gustave Bernadotte, opname in de Belgische adel met de titel van prins en titel van graaf of gravin aan alle naamdragende afstammelingen.

## Graaf
- Leon de Marotte de Montigny (1874-1949), burgemeester van Braives, erfelijke adel en persoonlijke titel graaf.

## Burggraaf
- baron Victor Buffin de Chosal (1867-1953), luitenant-generaal, persoonlijke titel van burggraaf.

## Baron
- Alfred Bouvier  (1868-1950), erfelijke adel met de titel baron, overdraagbaar bij eerstgeboorte.
- Camille Breuls de Tiecken (1873-1944), erfelijke adel en titel van baron, overdraagbaar bij eerstgeboorte.
- André Franssen von Cortenbach (1862-1946), erfelijke adel en persoonlijke titel van baron
- Jonkheer René de Kerchove d'Exaerde (1883-1971), wetenschappelijk auteur, de persoonlijke titel baron.
- Jonkheer Léon de la Kethulle de Ryhove (1882-1969), magistraat, de titel baron, overdraagbaar bij eerstgeboorte.
- Jules Poncelet, minister van staat, erfelijke adel en persoonlijke titel baron.
- Jonkheer Albéric Rolin (1888-1954), de titel baron, overdraagbaar bij eerstgeboorte.
- Jonkheer Joseph Ryelandt, de titel baron, overdraagbaar bij eerstgeboorte.
- Louis Vanderheyden à Hauzeur (1876-1952), voorzitter Asturienne des Mines, erfelijke adel en de persoonlijke titel baron.

## Ridder
- Jonkheer Robert de Fontaine (1864-1948), titel van ridder, overdraagbaar bij eerstgeboorte.
- Jonkheer Eugène Robyns de Schneidauer (1871-1951), ambassadeur, de titel ridder, overdraagbaar bij eerstgeboorte.
- Ernest Zoude (1886-1946), erfelijke adel en de persoonlijke titel ridder.

## Jonkheer
- Jean van den Branden (1901-1986), hoogleraar ULB, erfelijke adel (in 1956: de titel ridder, overdraagbaar bij eerstgeboorte; in 1961: de persoonlijke titel baron; in 1968: wijziging van de persoonlijke titel in overdraagbare titel bij eerstgeboorte).
- Auguste de Breyne (1867-1942), industrieel, erfelijke adel.
- Eugène Harmant (1870-1947), persoonlijke adel.
- François (1906-1971) en Edouard Harmant (1911- ), erfelijke adel.
- Gilles Janssens de Varebeke (1910- ), magistraat, erfelijke adel.
- Jean-Benoît Janssens de Varebeke (1913-1975), erfelijke adel.
- Louis Janssens de Varebeke (1882-1948), erfelijke adel.
- Benjamin Maus van den Eede (1872-1956), directeur-generaal Regie Telegraaf en Telefoon,  erfelijke adel.

## Jonkvrouw
- Eleonore de Crane (1888-1979), persoonlijke adel.